# شهرستان لوشی
شهرستان لوشی (به لاتین: Lushi County) یک منطقهٔ مسکونی در چین است که در سانمنشیا واقع شده‌است.